# Jan Christian Vestre
 Jan Christian Vestre, né le 9 octobre 1986, est un homme d'affaires norvégien dans l'industrie du meuble et un homme politique du Parti travailliste. Il est ministre de la Santé et des Services de soins depuis 2024.

## Vie personnelle et éducation
Vestre est né à Haugesund le 9 octobre 1986. Il est diplômé en jurisprudence de l'Université d'Oslo en 2017.

## Carrière professionnelle
Vestre a travaillé comme designer et gestionnaire dans l'entreprise de meubles de sa famille, Vestre AS, et a remporté le prix de l'entrepreneur de l'année en 2019.
Il prend la direction de l'entreprise de meubles de sa famille à l'âge de 26 ans, à la suite du décès de son père.

## Carrière politique
Durant sa jeunesse, Vestre était membre de la Ligue de la jeunesse ouvrière, et était présent au camp d'été sur Utøya quand Anders Behring Breivik l'a attaqué. Il s'est échappé pieds nus et a couru le long du rivage, malgré des saignements, il n'a jamais remarqué ses blessures et a attendu pendant une heure avant d'être secouru.
Vestre était conseiller politique du ministre du Commerce et de l'Industrie de l'époque, Trond Giske, de juin à octobre 2013.

## Ministre du Commerce et de l'Industrie
Il a été nommé ministre du Commerce et de l'Industrie dans le gouvernement Støre le 14 octobre 2021,.
Vestre et le ministre du Climat et de l'Environnement Espen Barth Eide ont annoncé que le gouvernement travaillerait activement pour réduire les émissions, Vestre notant : « Je pense que le pays le plus riche du monde doit être prêt à prendre des risques plus importants. Le changement que nous traversons actuellement est le plus grand changement de l'histoire norvégienne récente. Le problème ici en Norvège n'est pas que nous avons pris assez de risques. Nous avons plutôt été trop lâches pour indiquer une direction et faire ce qui fonctionne. On n'a plus le temps pour ça ».
Vestre a déclaré qu'il est important pour la Norvège de se coordonner avec le reste de l'Europe lorsqu'il s'agit de prendre des décisions concernant soit l'heure d'hiver en permanence, soit à la fois l'heure d'hiver et l'heure d'été.